# 絶体絶命 (山口百恵の曲)
「絶体絶命」（ぜったいぜつめい）は、1978年8月21日にリリースされた山口百恵の23枚目のシングルである。発売元はCBSソニー。

## 概要
表題曲は前作「プレイバックPart2」に引き続いて作詞・作曲に阿木燿子と宇崎竜童が起用されたアップテンポな曲調の楽曲。”三角関係の修羅場” をテーマにしている。
1990年には仁藤優子によってカバーされた（カバーアルバム『EASTER』に収録）。
1997年には宇崎竜童によるセルフカバーシングルが発売された（カップリング曲は「横須賀ストーリー」）。そうる透の編曲により、原曲よりもハードな仕上がりになっている。ノエビア「コスメティック ルネッサンス」CMイメージソング。
2009年にはデーモン小暮閣下によってカバーされた（アルバム『GIRLS' ROCK 〜Tiara〜』に収録）。
B面曲「落葉の里」は、都会で生活する主人公の「夢を叶えるまではあなたのところへ帰ることが出来ない」という心情が歌われた曲。シャンソン風のアレンジが施されている。

## 収録曲
| 全作詞: 阿木燿子、全作曲: 宇崎竜童、全編曲: 萩田光雄。 |              |          |            |      |
| #                                                      | タイトル     | 作詞     | 作曲・編曲 | 時間 |
| 1.                                                     | 「絶体絶命」 | 阿木燿子 | 宇崎竜童   | 2:50 |
| 2.                                                     | 「落葉の里」 | 阿木燿子 | 宇崎竜童   | 3:37 |
| 合計時間:                                              | 合計時間:    | 6:27     |            |      |

## 品番
- 1978年8月21日 - EP: 06SH 370（シングル）
- 1989年3月21日 - 8cmCD: 10EH 3184（「Platinum Single SERIES」 片面: いい日 旅立ち）
- 2006年1月18日 - 8cmCD（オリジナル・カラオケ、『MOMOE LIVE PREMIUM』）

## 関連作品
絶体絶命
- ドラマチック
- Again 百恵 あなたへの子守唄
- 33 SINGLES MOMOE
- 山口百恵ベスト・コレクション
- 百恵復活
- 百惠辞典
- 山口百惠ベスト・コレクションII 〜いい日旅立ち〜
- ベスト・セレクション Vol.2
- GOLDEN J-POP/THE BEST 山口百惠
- 2000 BEST 山口百恵 ベスト・コレクション
- GOLDEN☆BEST 山口百恵 PLAYBACK MOMOE part2
- 山口百恵ベスト・コレクション VOL.2
- MOMOE PREMIUM
- Complete MOMOE PREMIUM
- コンプリート百恵伝説
- GOLDEN☆BEST 山口百恵 コンプリート・シングルコレクション

絶体絶命（ライブ音源）
- 百恵ちゃんまつり'78
- 伝説から神話へ -BUDOKAN…AT LAST-
- MOMOE LIVE PREMIUM

絶体絶命（ニューアレンジ＆ボーカル別テイク）
- 歌い継がれてゆく歌のように -百恵回帰II-
- コンプリート百恵回帰

落葉の里
- 百惠辞典
- MOMOE PREMIUM update
- Complete MOMOE PREMIUM
- コンプリート百恵伝説

## カバー
- 1979年、少年探偵団（シングル（EP）『恐怖の人間カラオケ』収録）
- 1997年ノエビアCMソング・2003年2月、宇崎竜童（アルバム『コスメティック ルネッサンス〜ノエビアCM HITS!〜』M-5）編曲：そうる透
- 2011年、平田宏美・沼倉愛美(アルバム『THE IDOLM@STER STATION!!! THIRD TRAVEL WANTED』)
- 2019年、ANNA（中村あゆみ & 相川七瀬）ミニアルバム『W』に収録[4]。

## 参考資料
- 川瀬泰雄『プレイバック 制作ディレクター回想記』学研マーケティング、2011年2月。ISBN 978-4054047259。